# 白家肥肠粉
白家肥肠粉是成都小吃，發源于四川省双流县白家镇（今双流县西航港街道成白社区）。用猪大肠作为主要配料，红薯粉作成粉絲。此小吃主要口味为酸辣味，所以又叫酸辣粉（有时酸辣粉也指去掉肥肠后的素粉）。